# Sabana
Sabana (AFI: /saˈβana/) è la più grande circoscrizione di Luquillo, Porto Rico. Confina a nord con Luquillo barrio-pueblo, a sud con le città di Fajardo e Ceiba, a est con Pitahaya e a ovest con Mata de Plátano e Mameyes II. Nel 2010 aveva una popolazione di 2.352 abitanti.

## Geografia

### Clima
Il clima è monsonico. La temperatura media è di 24 °C. Il mese più caldo è settembre, con 26 °C, e il più freddo è gennaio, con 22 °C. La piovosità media è di 1.704 millimetri all'anno. Il mese più piovoso è settembre, con 226 millimetri, e il più secco è gennaio, con 58 millimetri.
| Sabana              | Mesi | Mesi | Mesi | Mesi | Mesi | Mesi | Mesi | Mesi | Mesi | Mesi | Mesi | Mesi | Anno  |
| Sabana              | Gen  | Feb  | Mar  | Apr  | Mag  | Giu  | Lug  | Ago  | Set  | Ott  | Nov  | Dic  | Anno  |
| ------------------- | ---- | ---- | ---- | ---- | ---- | ---- | ---- | ---- | ---- | ---- | ---- | ---- | ----- |
| T. max. media (°C)  | 24   | 23   | 28   | 26   | 27   | 26   | 28   | 26   | 29   | 25   | 24   | 23   | 25,8  |
| T. min. media (°C)  | 21   | 22   | 20   | 21   | 22   | 22   | 21   | 22   | 23   | 22   | 21   | 21   | 21,5  |
| Precipitazioni (mm) | 58   | 61   | 76   | 78   | 219  | 129  | 174  | 208  | 226  | 151  | 187  | 137  | 1 704 |

## Demografia
Abitanti censiti

### Etnie e minoranze straniere
Dei 2.178 abitanti, Sabana è composta per il 72,24% da bianchi, per il 18,07% da afroamericani, per lo 0,17% da amerindi, per il 7,02% da altre razze e per il 2,51% da due o più razze. Della popolazione totale, il 98,55% e ispanico o latino di qualsiasi razza.

## Galleria d'immagini

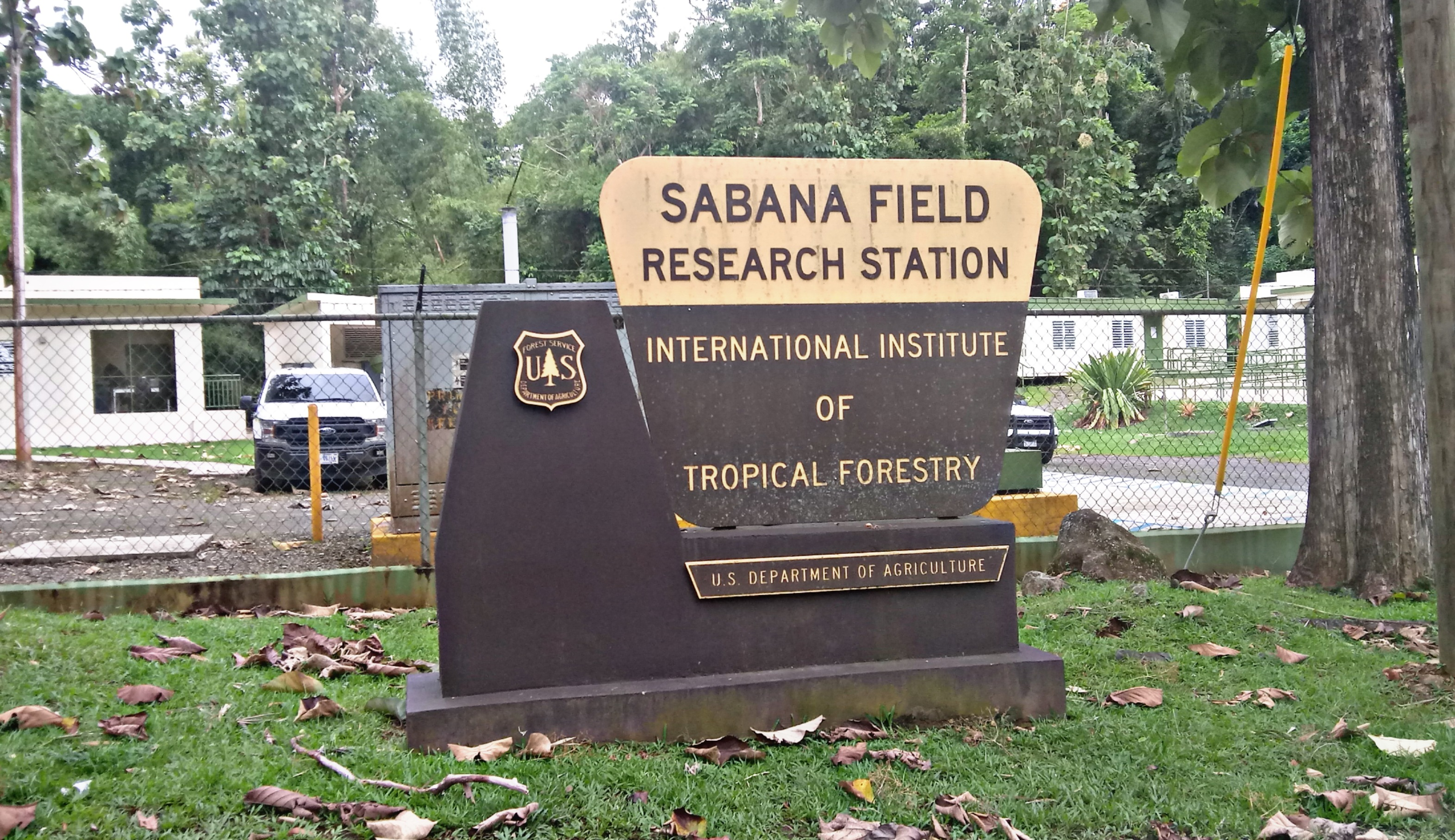
La stazione di ricerca sul campo di Sabana è un ingresso nella foresta nazionale El Yunque
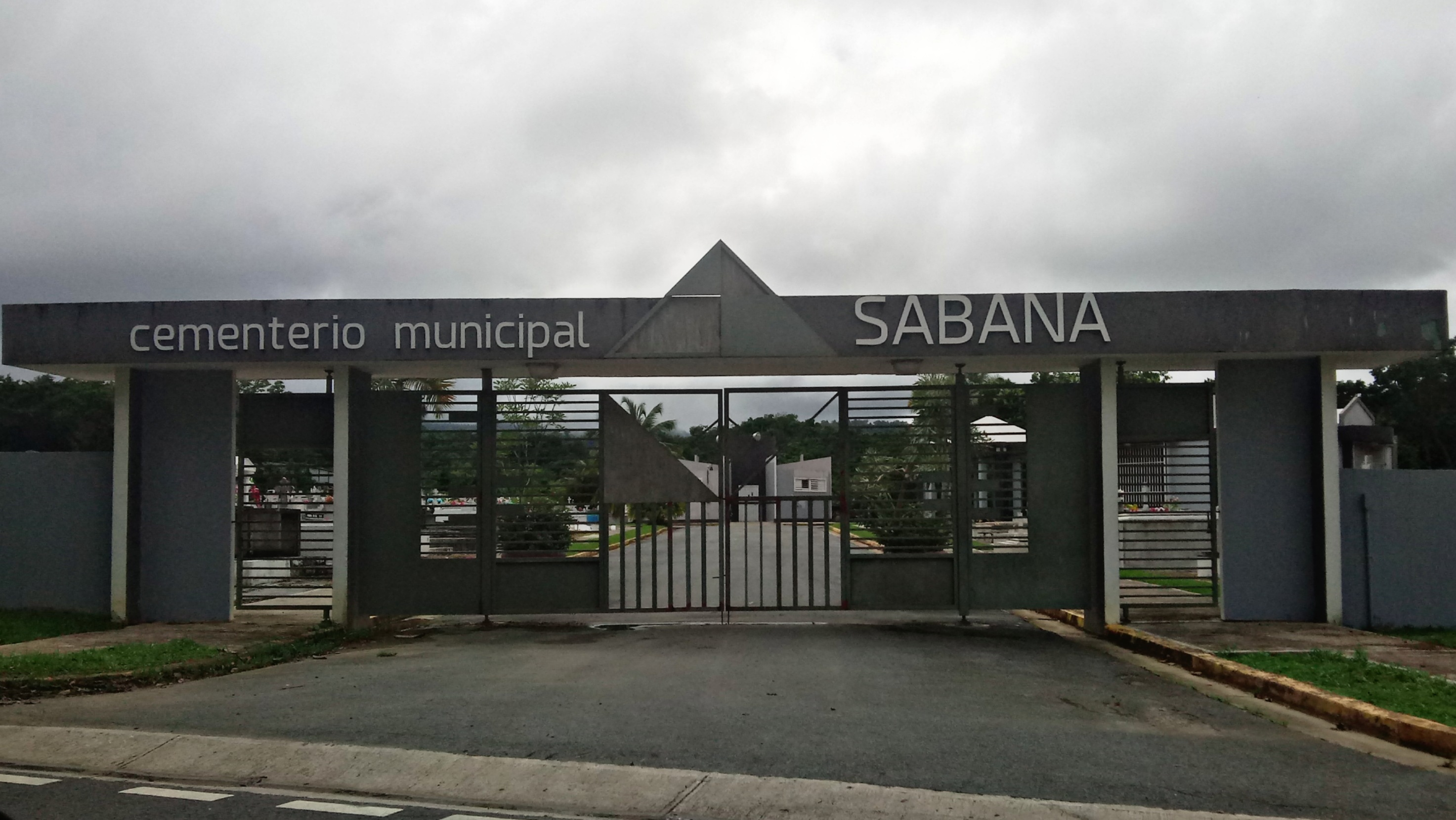
Cimitero comunale